# アルベルト・ロッセル
アルベルト・ロッセル（Alberto Rossel Contreras、1975年1月26日 - ）は、ペルーの元プロボクサー。元WBA世界ライトフライ級王者。ペルーの男子ボクサー初の世界王者。トレーナーはマルコス・マルティネス。

## 概要
ロッセルはタララ生まれで、幼少期にすぐにリマに移住。アマチュア時代の1996年にアトランタオリンピックにライトフライ級（48kg）出場するが一回戦で敗退している。アマチュア時代に培ったジャブを中心とした技術を基本に、反射神経と上体の柔らかさを生かし堅実に試合を進める。ペルーのプロボクサーはプロに転向するとアメリカやアルゼンチン、パナマなどボクシングが盛んな国に拠点を移すことが多い。しかしロッセルはリマに拠点を構えており、都市部では人気が高い。

## 来歴
1998年3月6日、リマでデビュー戦を行い、2回KO勝ちを収めデビュー戦を勝利で飾った。
2000年3月17日、コロンビアカルタヘナでダニエル・レイジェスと対戦し、プロ初黒星となる4回KO負けを喫した。
2001年8月7日、アメリカ合衆国インディアナ州エリザベスのベルテラ・カジノ・リゾートでアデニジ・ワシントンと対戦し、3-0の判定勝ちを収めた。
2001年8月26日、プエルトリコサンフアンでイヴァン・カルデロンと対戦し、1回にロッセルがダウンを奪われ、2回にカルデロンからダウンを奪い返す展開となるも、6回0-3（3者とも54-58）の判定負けを喫した。
2002年7月26日、アメリカ合衆国ウェストバージニア州チェスターのマウンテニアー・カジノ・レーストラック・アンド・リゾートでブライアン・ビロリアと対戦し、偶然のバッティングにより頭部の右側をカットしたロッセルが試合続行不可能となり、3回1分7秒無効試合となった。
2002年11月24日、アメリカ合衆国ニューヨーク州サフォーク郡レイク・グローブのスポーツ・プラス・イベンツ・センターでNABF北米フライ級王者となっていたビロリアと再戦し、12回0-2(114-114、113-115、112-116)の判定負けを喫し王座獲得に失敗した。
2003年2月22日、アメリカ合衆国カリフォルニア州アナハイムのアローヘッド・ポンド・オブ・アナハイムでリボリオ・ロメロと対戦し、4回3-0（38-37、2者が39-36）の判定勝ちを収め再起に成功した。
2005年3月12日[リマのシェラトン・リマホテル&コンベンションセンターでラファエル・ティラドと対戦し、2年ぶりの試合ながら3度ダウンを奪う展開を見せ、3-0の判定勝ちを収めた。
2007年1月13日、アルゼンチンブエノスアイレス州マル・デル・プラタのクルブ・アトレティコ・キルメスでルイス・アルベルト・ラサルテと対戦し、10回0-3（93-98.5、90-99、95.5-96.5）の判定負けを喫した。
2007年8月24日、南アフリカ共和国ヨハネスブルクのナスレック・インドア・アリーナにて、WBCインターナショナルバンタム級王者のヴィシー・マリンガと対戦し、5回2分50秒KO負けを喫し王座獲得に失敗した。
2008年10月26日、リマのホテル・マリア・アンゴラでエドウィン・オルテガ・サンタ・クルスとUBCインターナショナルフライ級王座決定戦を行い、4回TKO勝ちを収め王座獲得に成功、再起にも成功した。
2009年9月12日、リマのプラザ・デ・アルマス・デ・ブレーニャでカルロス・タマラと対戦経験のあるアルフォンゾ・デ・ラ・ホズとWBAフェデボルフライ級王座決定戦を行い、3-0の判定勝ちを収め王座を獲得した。
2009年11月28日、リマのコレヒオ・ラ・サールでオマール・ナルバエスと対戦経験のあるレジナルド・マルティンス・カルヴァルホとWBAフェデラテンフライ級王座決定戦を行い、2回KO勝ちを収め王座を獲得した。
2010年7月31日、リマリマ郡ブレーニャ地区でルイス・コンセプシオンと対戦経験のあるルイス・シンゴと対戦し、2-0（107-101、107-106、105-105）の判定勝ちを収めWBAフェデラテン王座初防衛に成功した。
2010年10月9日、メキシコメヒコ州トラルネパントラ・デ・バスのセントロ・デ・コンベンシオネスでWBA世界スーパーフライ級王者のウーゴ・カサレスと対戦し、カサレスを苦戦させたが、執拗なボディ攻撃の影響でスピードが落ちたロッセルは4回、7回、9回と1度ずつ倒され最後は起き上がったがレフェリーストップが掛かり、9回31秒TKO負けを喫し王座獲得に失敗した。1999年4月10日のルイス・コックス・コロナード以来のペルー男子ボクサーの世界王座挑戦だったが、ペルー男子ボクサー初の世界王座戴冠とはならなかった。
2011年3月11日、リマでルイス・トレホと対戦し、2回1分15秒TKO勝ちを収め再起に成功した。
2012年4月14日、リマのコリセオ・エデュアルド・ディボスにてWBA世界ライトフライ級暫定王者のホセ・アルフレド・ロドリゲスと対戦し、スピードで上回るロッセルは距離を取りながら的確にパンチを集めてタフな王者を翻弄しポイントを重ね、12回3-0(116-112、118-110、115-113)の判定勝ちを収めペルーの男子ボクサーとして初めて世界戴冠に成功した。
2012年8月18日、カヤオにあるコリセオ・ミゲル・グラウにてWBA世界ライトフライ級14位のカルルイス・ディアス(コロンビア)とハーフ・ポイント・システムが採用された試合で対戦し、12ラウンドを通じてディアスがダイナミックな攻撃を敢行したが、スピードと反射神経で上回ったロッセルがペースを掌握し、12回3-0(117.5-113.5、2者が117.5-111.5)の判定勝ちを収め初防衛に成功した。
2013年3月16日、コリセオ・ミゲル・グラウにて、WBA世界ライトフライ級15位のワルテル・テージョ（パナマ）と対戦し、ジャブを有効に使い3回に右ストレートでダウンを奪い先制。その後も終始ロッセルのペースで進み、7回には一時ピンチに陥るも反射神経とクリンチでしのぎ、過去にジョバンニ・セグラとマヌエル・バルガスに挑戦経験があるタフな相手を完封し、12回3-0(118-114.5、117-111、118-113.5)の判定勝ちを収め2度目の防衛に成功した。
2013年9月28日、リマにあるメガ・プラザ・ノルテにてWBA世界ライトフライ級14位のホセ・アルフレド・スニガと対戦し、前半はスニガの積極的なアタックに苦戦、6回に偶然のバッティングでロッセルが右目の上をカット。スニガのペースになったかに見えたが7回以降はロッセルが別人のように動きが良くなり、スピードと反射神経でスニガを上回り有効打で中盤から終盤にかけて全てのポイントを重ね、12回2-0（116-116、117.5-112、115-113）の判定勝ちを収め3度目の防衛に成功した。
2014年3月8日、コリセオ・エデュアルド・ディボスでWBA世界ライトフライ級14位のガブリエル・メンドーサと対戦し、前回のコンディション不調を感じさせない切れのいい動きでミニマム級上がりのメンドーサの最大の武器であるカウンターを打たせず、最終12回にダウンを奪い、12回3-0(118-113、118-114、117.5-111.5)の判定勝ちを収め4度目の防衛に成功した。
2014年3月13日、WBAはロッセルを2014年2月度の月間優秀選手に選出された。
2014年7月10日、WBAはロッセルをWBA世界ライトフライ級正規王座に認定された。
尚、ロッセルは2015年4月8日を期限として指名試合を義務付けることとなった。
2014年12月31日、大田区総合体育館でWBA世界ライトフライ級8位の田口良一と対戦し、序盤から攻勢に出る田口に対しロッセルも老獪さを見せるが8回と9回に田口の左ボディでダウンを奪われ、足とカウンターをちらつかせ12回終了まで凌いだものの、12回0-3（111-116、110-116、109-117）の判定負けを喫し5度目の防衛に失敗、暫定王座獲得から2年8ヵ月保持してきた王座から陥落した。なお、当初36歳とされていたが、関係者がパスポートを確認したところ誕生日は1975年1月25日の39歳と判明、身長も158cmと公称していたが実際は154.7cmだった事が判明した。
2015年1月17日、WBAはロッセルをWBA世界ライトフライ級7位にランクインした。
2015年4月25日、ジェイソン・セルバンテス（コロンビア）とフライ級8回戦を行い、8回3-0（2者が80-72、78-74）の判定勝ちを収め再起に成功した。

## 獲得タイトル
- UBCインターコンチネンタルフライ級王座
- WBAフェデボルフライ級王座
- WBAフェデラテンフライ級王座
- WBA世界ライトフライ級暫定王座(防衛4=正規王座に認定)
- WBA世界ライトフライ級王座(防衛0)